# مايك ماكورماك (كاتب)
مايك ماكورماك (بالإنجليزية: Mike McCormack)‏ (1965، لندن في المملكة المتحدة)؛ روائي أيرلندي.